# Ceratogyne obionoides
Ceratogyne es un género monotípico de plantas con flores perteneciente a familia  Asteraceae, el género incluye solamente una especie, Ceratogyne obionoides. Es originaria de Australia.

## Descripción
Es una planta herbácea, anual o efímera que alcanza un tamaño de 6-15 cm de alto, erguida, velloso, con varios tallos ascendente, ramificados o poco ramificados, cilíndricos, ± pubescentes. Las hojas basales o alternas, oblanceoladas, de 6-18 mm de largo, 1.5-4 mm de ancho, atenuadas base, márgenes enteros, pubescentes lámina con nervio central prominente; las hojas caulinarias más pequeñas, de 3-10 mm mm de largo, ancho 1-3. Capitulescencias de  hasta 2 mm de diámetro, de color amarillo, poco pedunculadas; con brácteas involucrales. 3-5, iguales, de 2 mm de largo. Los frutos son aquenios lineares, de 4-5 mm de largo, verdoso a marrón, pubescentes.

## Distribución y hábitat
Se encuentra en los bosques de eucaliptos o de Callitris o en suelos secos y rocosos en Nueva Gales del Sur.

## Taxonomía
Ceratogyne obionoides fue descrita por Porphir Kiril Nicolai Stepanowitsch Turczaninow y publicado en Bull. Soc. Imp. Naturalistes Moscou xxiv. (1851) II. 69.
Sinonimia
- Diotosperma drummondii A.Gray[4]